# گووشات‌لی
گووشات‌لی (ترکی آذربایجانی: Govşatlı  یا کووشاد Kovşad) یک منطقهٔ مسکونی در جمهوری آرتساخ است که در استان هادروت واقع شده‌است.